# Grammangis
Grammangis é um género botânico pertencente à família das orquídeas (Orchidaceae).